# Euphorbia acervata
Euphorbia acervata es una especie de planta suculenta perteneciente a la familia de las euforbiáceas. Es originaria de África.

## Descripción
Es una planta suculenta enana y perennifolia que tiene  varios tallos cortos que emergen desde una raíz tuberosa carnosa, las ramas densamente copetudas, forman almohadillas compactas, en la parte alta, de 30 cm y 50 cm de diámetro;

## Distribución y hábitat
Se encuentra en Zimbabue, en la hierba entre las rocas en bosques abiertos, a una altitud de 1400-1700 metros. Es muy parecida a Euphorbia tortistyla.

## Taxonomía
Euphorbia acervata fue descrito por Susan Carter Holmes y publicado en Kew Bulletin 54: 962. 1999[2000].
Etimología
Euphorbia: nombre genérico que deriva del médico griego del rey Juba II de Mauritania (52 a 50 a. C. - 23), Euphorbus, en su honor – o en alusión a su gran vientre –  ya que usaba médicamente Euphorbia resinifera. En 1753 Carlos Linneo asignó el nombre a todo el género.
acervata: epíteto latino que significa "apilado, amontonado".